# Aeolothripidae
Aeolothripidae es una familia de insectos del orden Thysanoptera. Son especialmente comunes en la región del holártico, aunque varios habitan en zonas más secas de los subtrópicos, incluidos más de una docena en Australia. Por lo general los adultos y las larvas habitan en flores, pero sus pupas en el suelo. Si bien normalmente depredan a otros artrópodos, muchos se alimentan de flores.
El género Aeolothrips, contiene casi la mitad de todas las especies vivas en esta familia, la mayoría viven en flores, aunque unas pocas especies viven a nivel del suelo como depredadores dependientes de ácaros. Aquellos que viven en las flores son normalmente depredadores facultativos. A. intermedius necesita de proteínas florales en su dieta además de su caza regular de larvas para poder reproducirse.
Franklinothrips es un género pantropical de depredador que practica mirmecomorfismo.

## Géneros
- Aduncothrips Ananthakrishnan, 1963 (una especie, A. asiaticus)
- Aeolothrips Haliday, 1836 (95 especies, holártico)
- Allelothrips Bagnall, 1932 (siete especies)
- Andrewarthaia Mound, 1967 (una especie, A. kellyana)
- Audiothrips Moulton, 1930 (dos especies)
- Corynothripoides Bagnall, 1926 (1 especie, C. marginipennis)
- †Cretothrips Grimaldi, 2004 (una especie extinta, C. antiquus)
- Cycadothrips Mound, 1991 (tres especies)
- Dactuliothrips Moulton, 1931 (seis especies)
- Desmidothrips Mound, 1977 (dos especies)
- Desmothrips Hood, 1915 (14 especies, Australia)
- Erythridothrips Mound & Marullo, 1993 (una especie, E. cubilis)
- Erythrothrips Moulton, 1911 (12 especies, oeste de América del Norte y América del Sur)
- Euceratothrips Hood, 1936 (una especie, E. marginipennis)
- Franklinothrips Back, 1912 (14 especies, pantropical)
- Gelothrips Bhatti, 1967 (tres especies)
- Indothrips Bhatti, 1967 (una especie, I. bhushani)
- Lamprothrips Moulton, 1935 (una especie, L. miltoni)
- †Liassothrips Priesner, 1949 (una especie extinta, L. crassipes)
- †Lithadothrips Scudder, 1875 (una especie extinta, L. vetustus)
- Mymarothrips Bagnall, 1928 (tres especies)
- Orothrips Moulton, 1907 (tres especies)
- †Palaeothrips Scudder, 1875 (una especie extinta, P. fossilis)
- †Permothrips Martynov, 1935 (una especie extinta, P. longipennis)
- Rhipidothripiella Bagnall, 1932 (una especie, R. turneri)
- Rhipidothripoides Bagnall, 1923 (dos especies)
- Rhipidothrips Uzel, 1895 (seis especies)
- Stomatothrips Hood, 1912 (ocho especies)
- Streothrips Bhatti, 1971 (dos especies)